# ヨハン・クリスティアン・ラインハルト
ヨハン・クリスティアン・ラインハルト（Johann Christian Reinhart, 1761年1月24日 - 1847年6月9日）は、ドイツの画家、版画家である。ヨーゼフ・アントン・コッホと並んで、ドイツの古典主義の風景画の代表的画家である。

## 略歴
バイエルンのホーフに生まれた。ホーフの高校で学んだ後、教会の助祭の父親の影響で神学を学ぶが、美術に転じ、ライプツィヒの美術学校でアダム・フリードリヒ・エーザー(de:Adam Friedrich Oeser)に学んだ。版画も学びドレスデンの展覧会に出展した 。1783年からドレスデンに移り、ヨハン・クリスティアン・クレンゲル(de:Johann Christian Klengel)らに学んだ。1784年に母親が亡くなりしばらくホーフに戻るが、1785年にドレスデンに戻り、詩人のフリードリヒ・フォン・シラー(1759-1805)の友人になり、シラーの勧めでローマに留学することになった。
1789年にアンスバッハ侯領の王子、カール・アレクサンダーの支援を受けてローマに留学し、奨学金は1792年まで与えられ、ローマではアスムス・ヤーコプ・カルステンス(de:Asmus Jacob Carstens)やヨーゼフ・アントン・コッホといったドイツ圏の画家たちとともに活動し、風景画家、版画家として高い評価を得るようになった。1801年にイタリア人女性と結婚した。絵画や版画はラインハルトに名声をもたらし、経済的な成功ももたらした。
1810年にプロイセン芸術アカデミーの会員に選ばれ、1813年にローマのアカデミア・ディ・サン・ルカの会員になった。1825年にバイエルン王国の宮廷画家、フリードリヒ・ミューラーが亡くなった後、バイエルンから報酬を受け取るようになり、1830年に、ミュンヘン美術院の会員に選ばれ、1839年にはバイエルンの宮廷画家に任命された。

## 作品

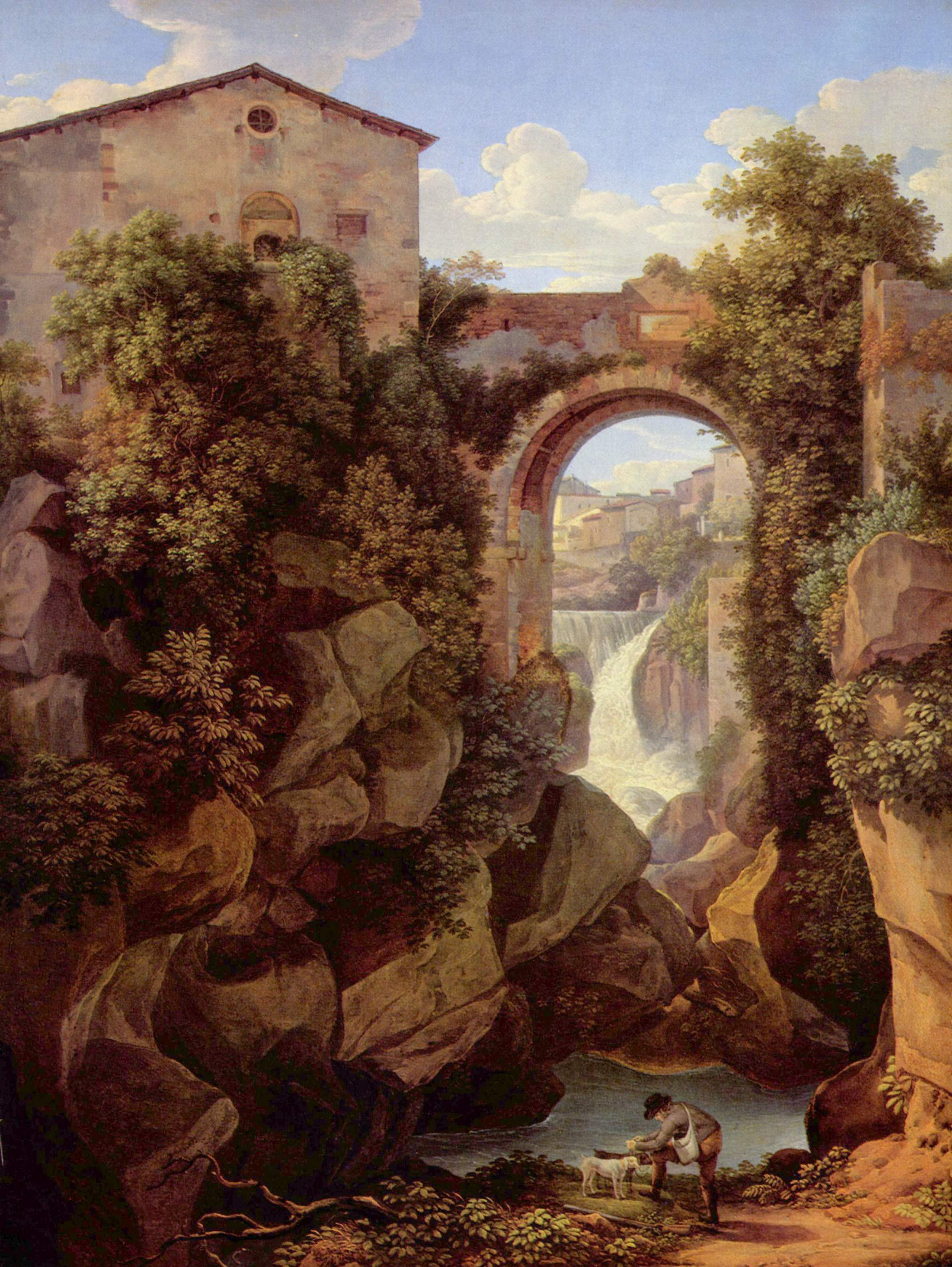
「チボリの風景」 (1813)
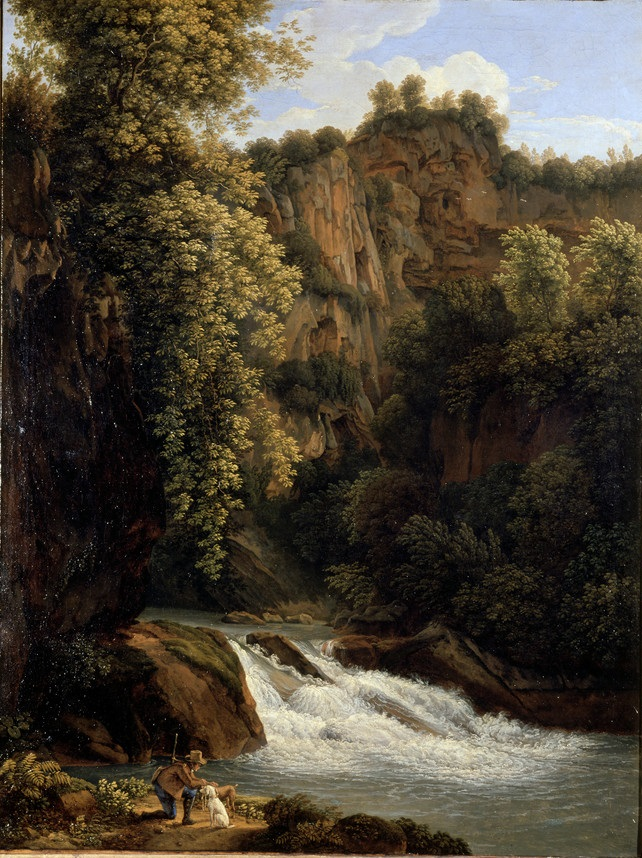
「滝と岩山の風景」(1816)
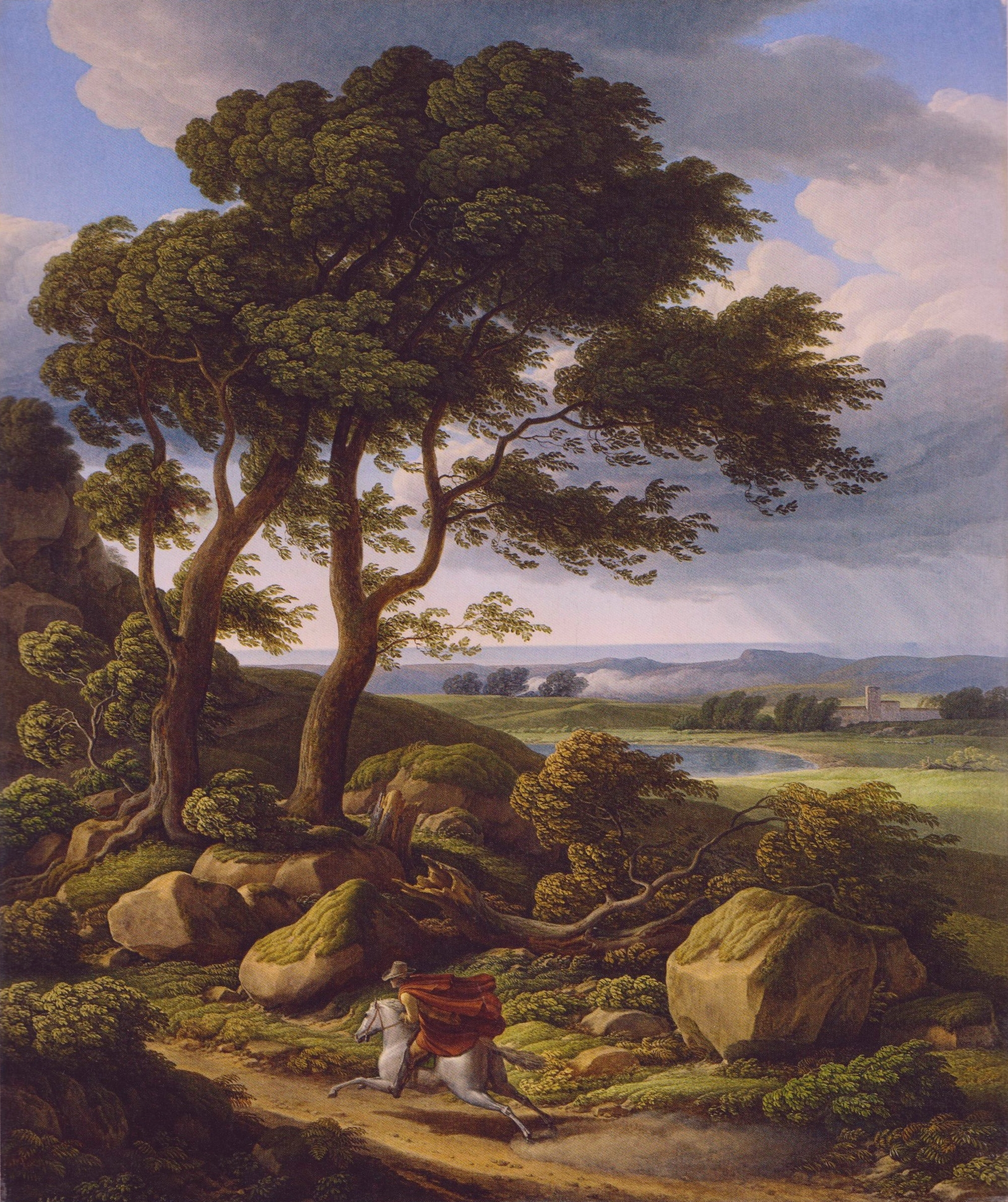
「嵐の中の騎手」(1824)
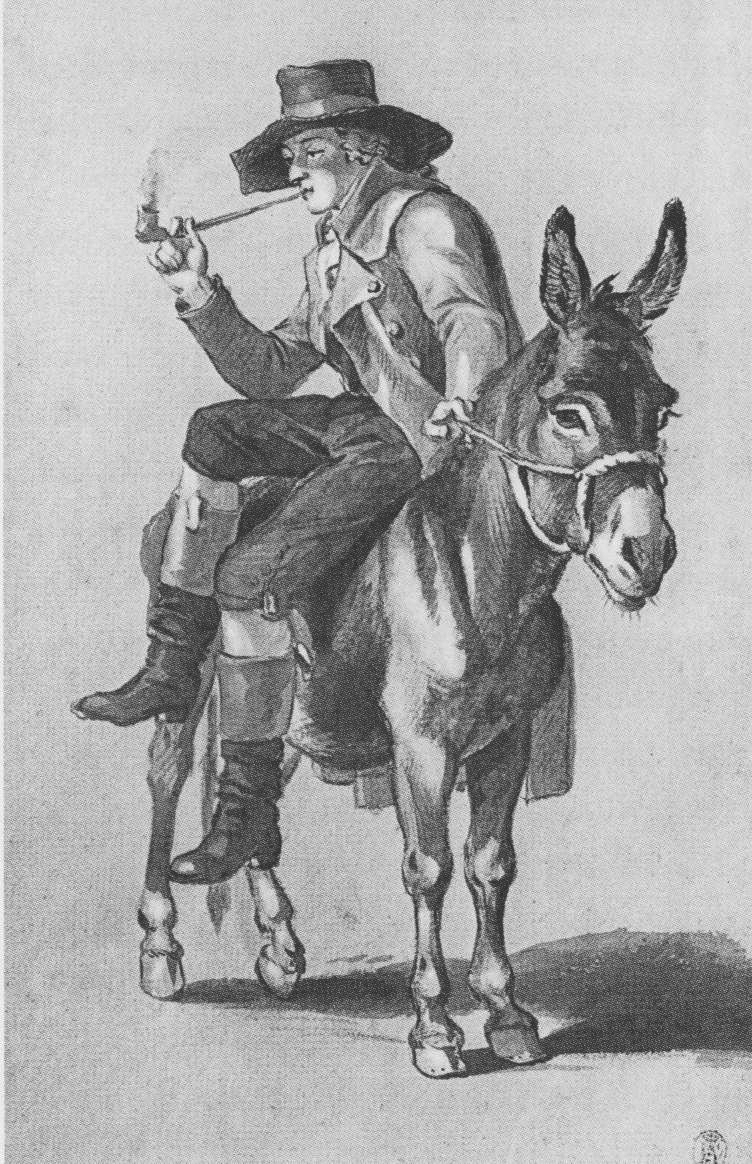
(1785/1787)

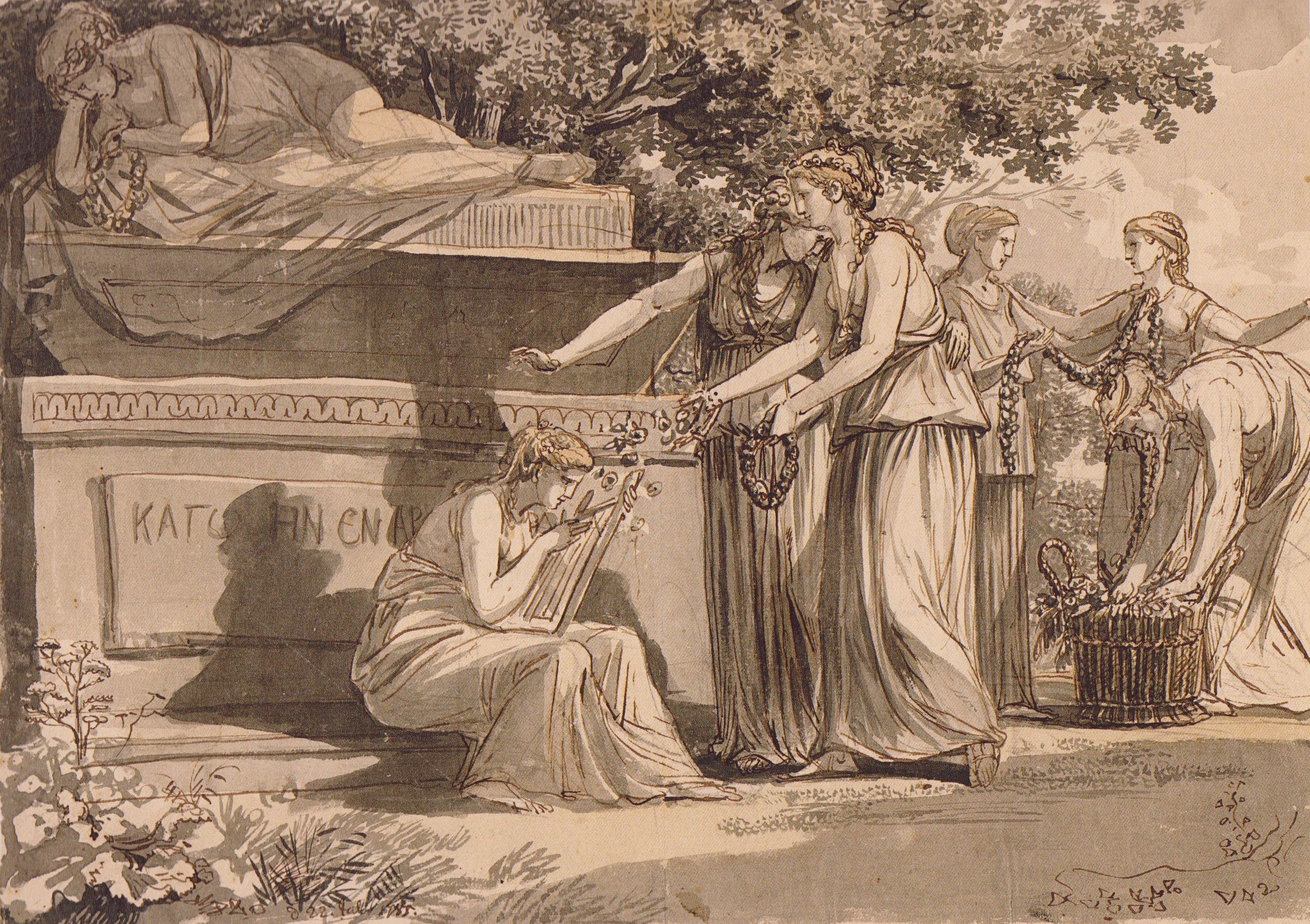
版画作品 (1785)
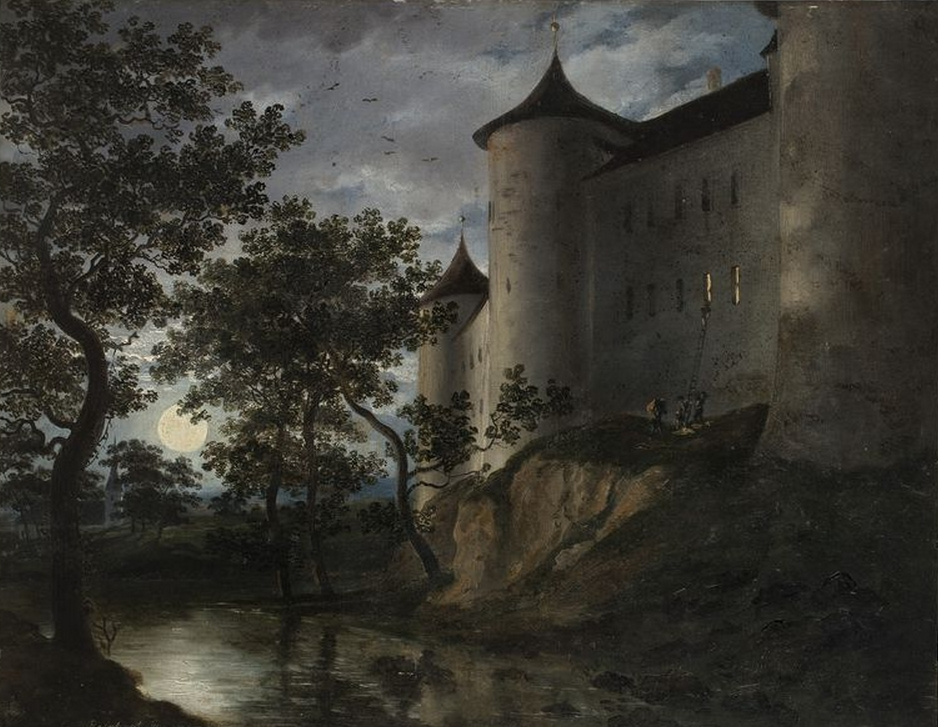
"Sächsischer Prinzenraub" (1785)
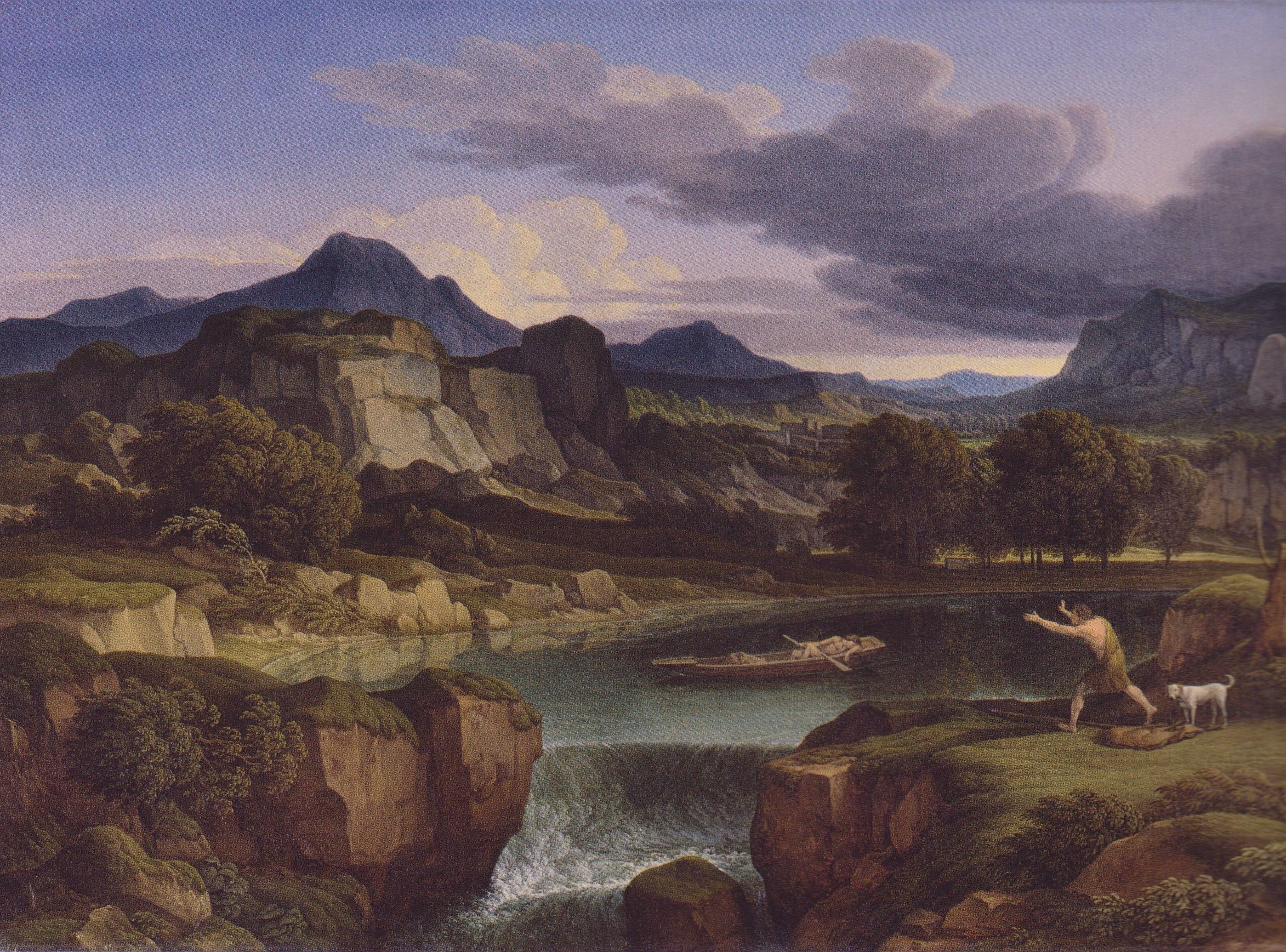
「滝と河の風景」(1831)